# Vitalij Fedotov
Vitalij Andrijovyč Fedotov (in ucraino Віталій Андрійович Федотов?; traslitterazione anglosassone: Vitaliy Andriyovych Fedotov; Donec'k, 16 luglio 1991) è un calciatore ucraino, centrocampista del Türk Kelsterbach.